# Acide mélilotique
L'acide mélilotique ou acide 3-(2-hydroxyphényl)propanoïque est un composé aromatique de la famille des acides phénylpropanoïques, un sous-groupe des phénylpropanoïdes et des acides phénoliques. Il est notamment présent dans le mélilot officinal (Melilotus officinalis) où il a été découvert et dont il tire son nom.

## Occurrence naturelle
Outre le mélilot officinal, il est présent dans un grand nombre de plantes, par exemple Dipteryx odorata, la renouée bistorte (Polygonum bistorta) , Gliricidia sepium, Justicia pectoralis, Erythrina variegata, Moringa oleifera et le tribule terrestre (Tribulus terrestris). 
D'un point de vue alimentation humaine, on peut citer parmi les aliments les plus riches en acide mélilotique la betterave rouge, la cannelle de Chine et la myrtille. Il a également été détecté dans le corps humain humains, principalement dans les selles. Il semble que l'acide mélilotique soit un métabolite microbien majeur de la (+)-catéchine et de l'(-)-épicatéchine chez les microbiotes fécaux humains À l'intérieur des cellules, on le trouve principalement dans le cytoplasme.

## Biosynthèse et métabolisme
L'acide mélilotique peut être biosynthétisé à partir de l'acide propanoïque. La 2-coumarate réductase (en) (ou mélilotate déshydrogénase) peut le convertir en acide orthocoumarique.

## Propriétés
L'acide mélilotique se présente sous la forme d'une poudre blanc cassé qui fond vers 86 à 89 °C. C'est un acide faible (dont la base conjuguée est le mélilotate), relativement peu soluble dans l'eau. Il cristallise dans une structure monoclinique, de groupe d'espace P21/c.

## Applications
L'acide mélilotique aurait un effet antiulcérogène. Il a été montré qu'il prévenait l'ulcérogenèse induite par la sérotonine chez le rat. 
L'acide mélilotique est un substrat de croissance adéquat pour diverses souches d'E. coli et est utilisé comme standard dans l'étude du métabolisme microbien des stéréoisomères de la catéchine.